# Pseudaletia asticta
Pseudaletia asticta är en fjärilsart som beskrevs av Tutt 1891. Pseudaletia asticta ingår i släktet Pseudaletia och familjen nattflyn. Inga underarter finns listade i Catalogue of Life.